# Massacre de Port Arthur (China)
O Massacre de Port Arthur (chinês tradicional: 旅順大屠殺) ocorreu durante a Primeira Guerra Sino-Japonesa a partir de 21 de novembro de 1894 por três dias, na cidade costeira chinesa de Port Arthur (atualmente Distrito de Lüshunkou de Dalian, Liaoning), quando elementos avançados da Primeira Divisão do Segundo Exército Japonês sob o comando do General Yamaji Motoharu (1841–1897) mataram entre 2 600 civis e 20 000 pessoas incluindo soldados chineses, embora uma testemunha repórter tenha estimado um total de 60 000 mortos, incluindo civis, soldados e residentes do distrito rural circundante.
Os relatos do massacre foram primeiro publicados pelo jornalista canadense James Creelman do New York World, cuja reportagem foi amplamente circulada nos Estados Unidos. Em 1894, o Departamento de Estado ordenou que seu embaixador no Japão, Edwin Dun, conduzisse uma investigação independente dos relatos de Creelman.

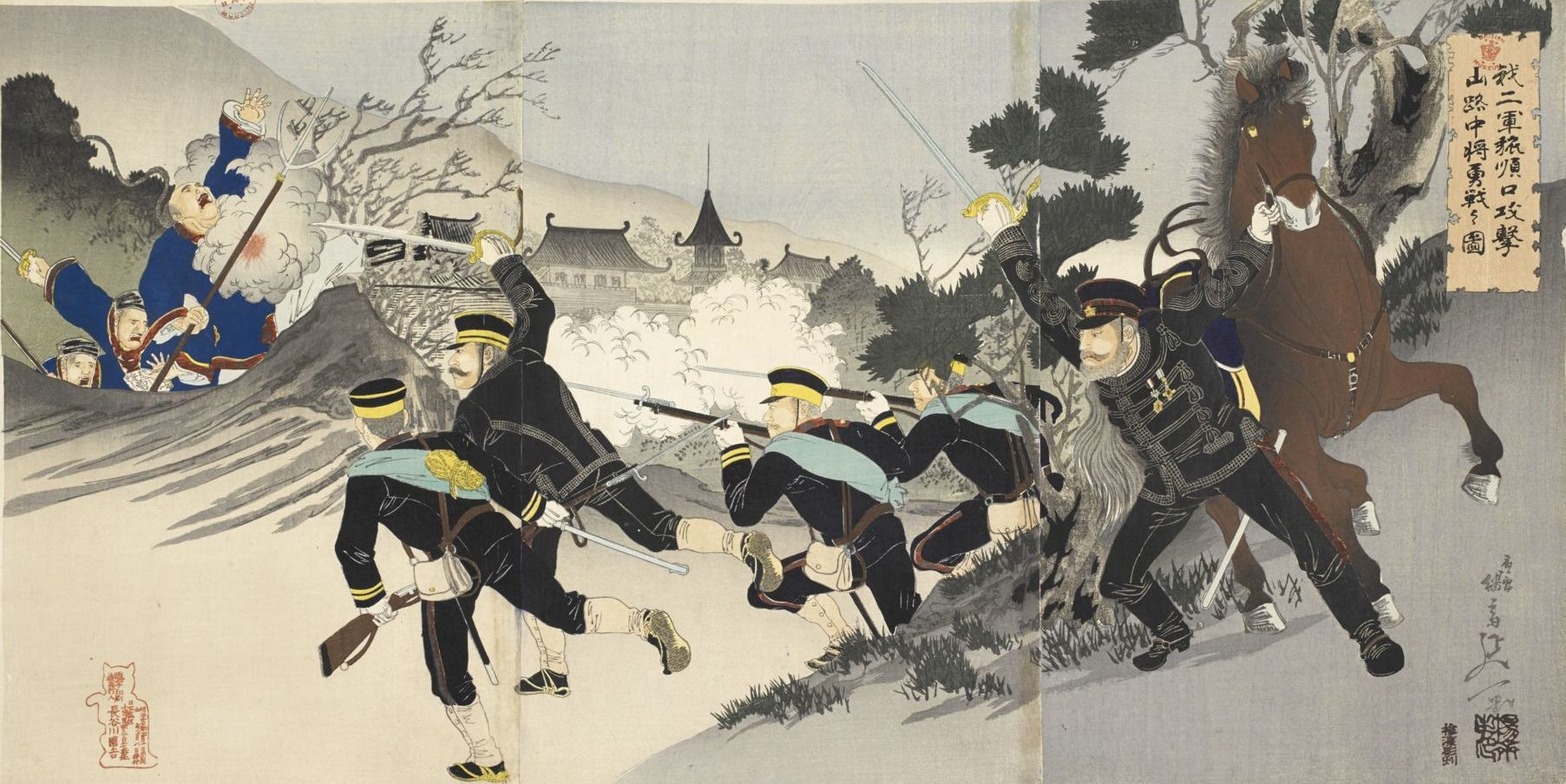
Tenente-General Yamaji liderando o ataque a Port Arthur (por Nobukazu Yōsai, 1894

## Contexto

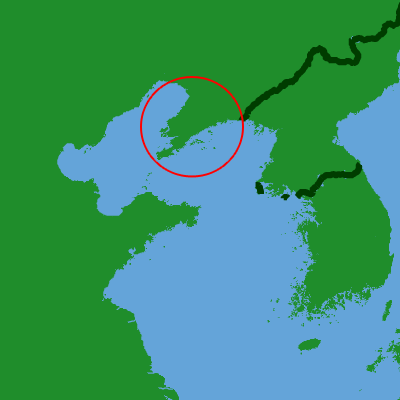
Península de Liaodong

Como parte de sua estratégia de guerra durante a Primeira Guerra Sino-Japonesa, o Japão havia avançado através da Coreia, enfrentando tropas chinesas em Asan perto de Seul e depois Pyongyang em setembro de 1894, vencendo vitórias decisivas em ambas as ocasiões. Após a vitória em Pyongyang, o Segundo Exército Japonês sob o Marechal Ōyama Iwao (1842–1916) moveu-se para o norte em direção à Manchúria, sendo o plano capturar Port Arthur, sede da Frota Beiyang da China e uma cidade altamente fortificada que dominava a passagem marítima da Coreia para o nordeste da China. Em setembro, a Marinha Japonesa danificou severamente a Frota Beiyang na Batalha do Rio Yalu, embora os navios de tropas chineses tenham sido bem-sucedidos em desembarcar suas tropas não longe da fronteira sino-coreana. Com a Frota Beiyang derrotada, a Marinha Japonesa iniciou um cerco a Port Arthur enquanto o Segundo Exército Japonês avançou sobre a cidade através da Manchúria e o Primeiro Exército Japonês cruzou o Rio Yalu para formar outro avanço por terra. Após uma série de batalhas na Península de Liaodong, a Primeira Divisão do Segundo Exército, liderada pelo General Yamaji, posicionou-se ao redor de Port Arthur no final de novembro. Em 18 de novembro de 1894, o movimento japonês pela península foi temporariamente frustrado e o exército retornou para descobrir que suas tropas feridas abandonadas haviam sido severamente mutiladas, com mãos e pés cortados. Outras haviam sido queimadas vivas. A cidade foi evacuada com residentes fugindo para o oeste por terra ou mar para a China. O governo Qing colocou recompensas por prisioneiros de guerra, ou suas cabeças ou outras partes do corpo; durante a Guerra Sino-Japonesa a recompensa era de 50 taels. Alguns soldados chineses haviam mutilado vários corpos mortos de soldados japoneses e os exibiram na entrada da cidade, enfurecendo os japoneses. Vários juraram vingança, incluindo o Tenente Kijirō Nanbu. Após apenas resistência simbólica, a cidade caiu para as tropas japonesas no final da manhã de 21 de novembro. O que se seguiu foi um massacre dos habitantes restantes de Port Arthur pelas tropas japonesas.

## Massacre
As tropas japonesas entraram em Port Arthur por volta das 14h00. Ao ver os restos mutilados de seus companheiros caídos, começaram a matar aqueles que permaneciam na cidade. Vários relatos dos eventos foram registrados por membros das forças japonesas, como o seguinte por um membro da 1ª Divisão:
Ao entrarmos na cidade de Port Arthur, vimos a cabeça de um soldado japonês exibida numa estaca de madeira. Isso nos encheu de raiva e desejo de esmagar qualquer soldado chinês. Qualquer um que víamos na cidade, matávamos. As ruas estavam cheias de cadáveres, tantos que bloqueavam nosso caminho. Matamos pessoas em suas casas; em geral, não havia uma única casa sem três a seis mortos. O sangue estava correndo e o cheiro era terrível. Enviamos grupos de busca. Atiramos em alguns, cortamos outros. As tropas chinesas simplesmente largaram suas armas e fugiram. Atirando e cortando, era alegria ilimitada. Neste momento, nossas tropas de artilharia estavam na retaguarda, dando três vivas [banzai] para o imperador.— Makio Okabe diário
O massacre durou os próximos dias, e foi testemunhado por vários observadores ocidentais, incluindo Frederic Villiers, James Creelman que escreveu para o New York World e Thomas Cowan, correspondente do The Times. Cowan descreveu o que viu:
Quinta, sexta, sábado e domingo foram passados pela soldadesca em assassinato e pilhagem do amanhecer ao anoitecer, em mutilação, em todo tipo concebível de atrocidade inominável, até que a cidade se tornou um inferno medonho para ser lembrado com um arrepio terrível até o dia da morte. Eu vi cadáveres de mulheres e crianças, três ou quatro nas ruas, mais na água... Corpos de homens espalhados pelas ruas às centenas, talvez milhares, pois não pudemos contar – alguns sem um membro preservado, alguns com cabeças cortadas, cortadas transversalmente e divididas longitudinalmente, alguns rasgados, não por acaso mas com precisão cuidadosa, para baixo e através, destripados e desmembrados, com ocasionalmente uma adaga ou baioneta cravada nas partes íntimas. Eu vi grupos de prisioneiros amarrados juntos num monte com as mãos nas costas, crivados de balas por cinco minutos e depois cortados em pedaços. Eu vi um junco encalhado na praia, cheio de fugitivos de ambos os sexos e de todas as idades, atingido por salva após salva até – não posso dizer mais.— Thomas Cowan carta privada

## Número de mortos

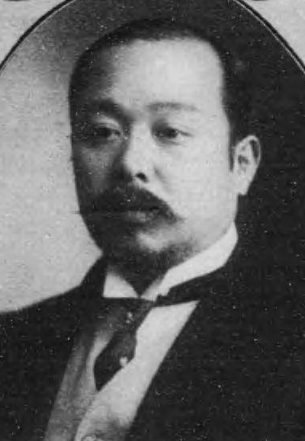
Sakuye Takahashi, conselheiro jurídico da Marinha Imperial Japonesa, tentou refutar as alegações.

A escala e natureza da matança continuam a ser debatidas. As estimativas variam de 2 600 a 60 000 mortos.
Participantes japoneses relataram montanhas de cadáveres, mas o número de mortos nunca foi oficialmente calculado. Cowan, que foi uma testemunha, relatou que os "corpos de homens espalhados pelas ruas às centenas, talvez milhares, pois não pudemos contar" e que havia "mais na água". Creelman, também uma testemunha, afirmou que até 60 000 foram mortos, com apenas 36 poupados. 
De acordo com um relatório de reconhecimento enviado ao Vice-rei Li Hongzhang pelo oficial local Liu Hanfang (劉含芳) logo após o massacre, 2 600~2 700 civis foram mortos dentro da cidade. No entanto, muitos mais foram massacrados nas colinas ao redor da cidade e para estes eles não tinham contagem confiável, e soldados não foram incluídos nesta contagem.
Em 1948, o Partido Comunista Chinês construiu o cemitério "万忠墓" ("Túmulo Wanzhong") e marcou o total de mortos como sendo 20 000, o que incluía soldados mortos em ação e soldados em fuga disfarçados de civis. O número 20 000 tornou-se a cifra ortodoxa em fontes comunistas chinesas.
Algumas fontes japonesas do final do século XX repetem o número de mortos de 60 000 dado por Creelman,  mas Stewart Lone, escrevendo em 1994, cem anos após o fato, tentou desacreditar a alegação de Creelman, afirmando "[que] toda a população da cidade não foi massacrada, no entanto, é sugerido pela velocidade com que as ruas de Port Arthur se encheram novamente após a ocupação japonesa: se a população civil tivesse sido literalmente dizimada ou destruída, é improvável que outros se arriscassem a comercializar e trabalhar sob ocupação japonesa."

## Consequências

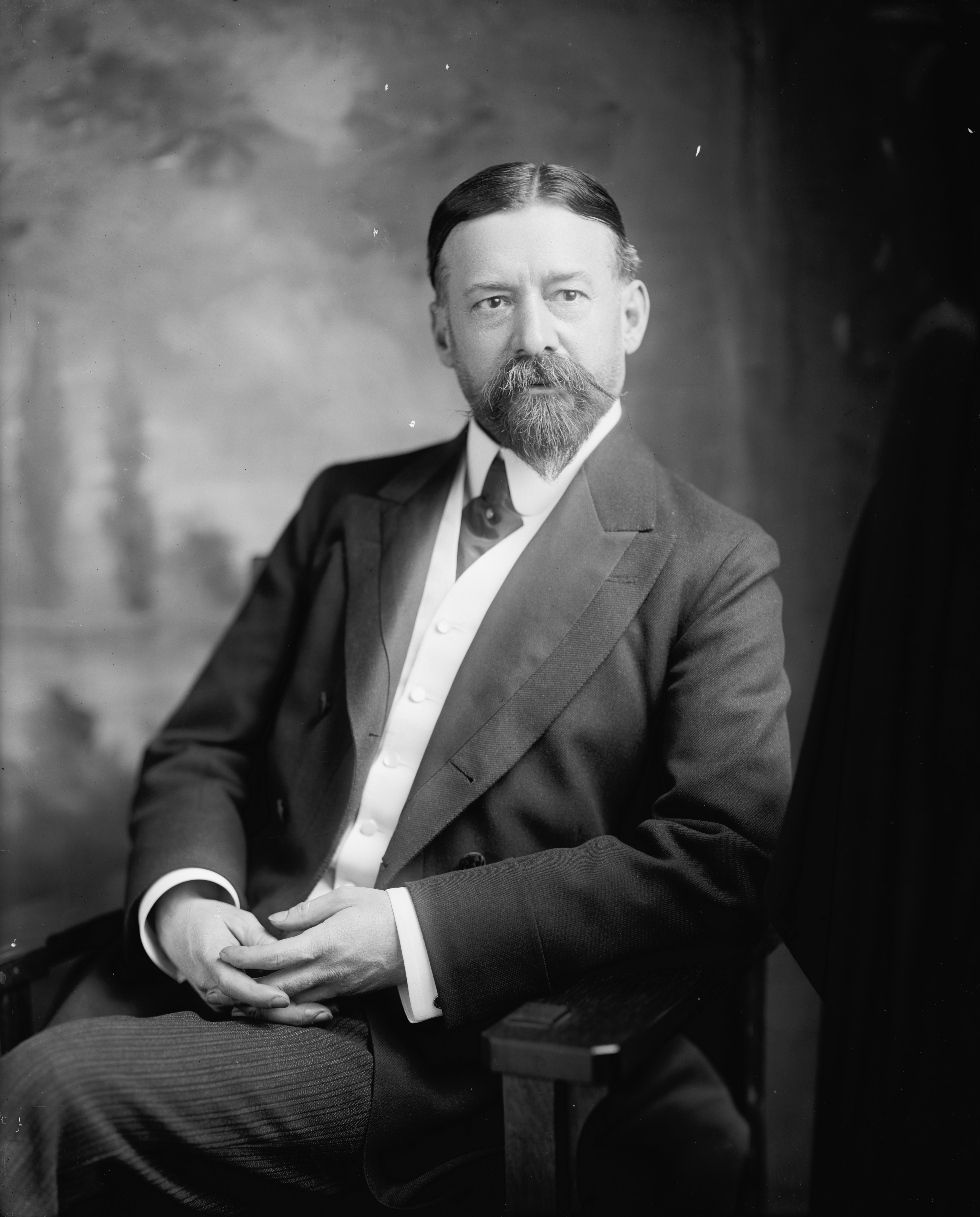
O repórter canadense James Creelman escreveu o primeiro artigo sobre o massacre.

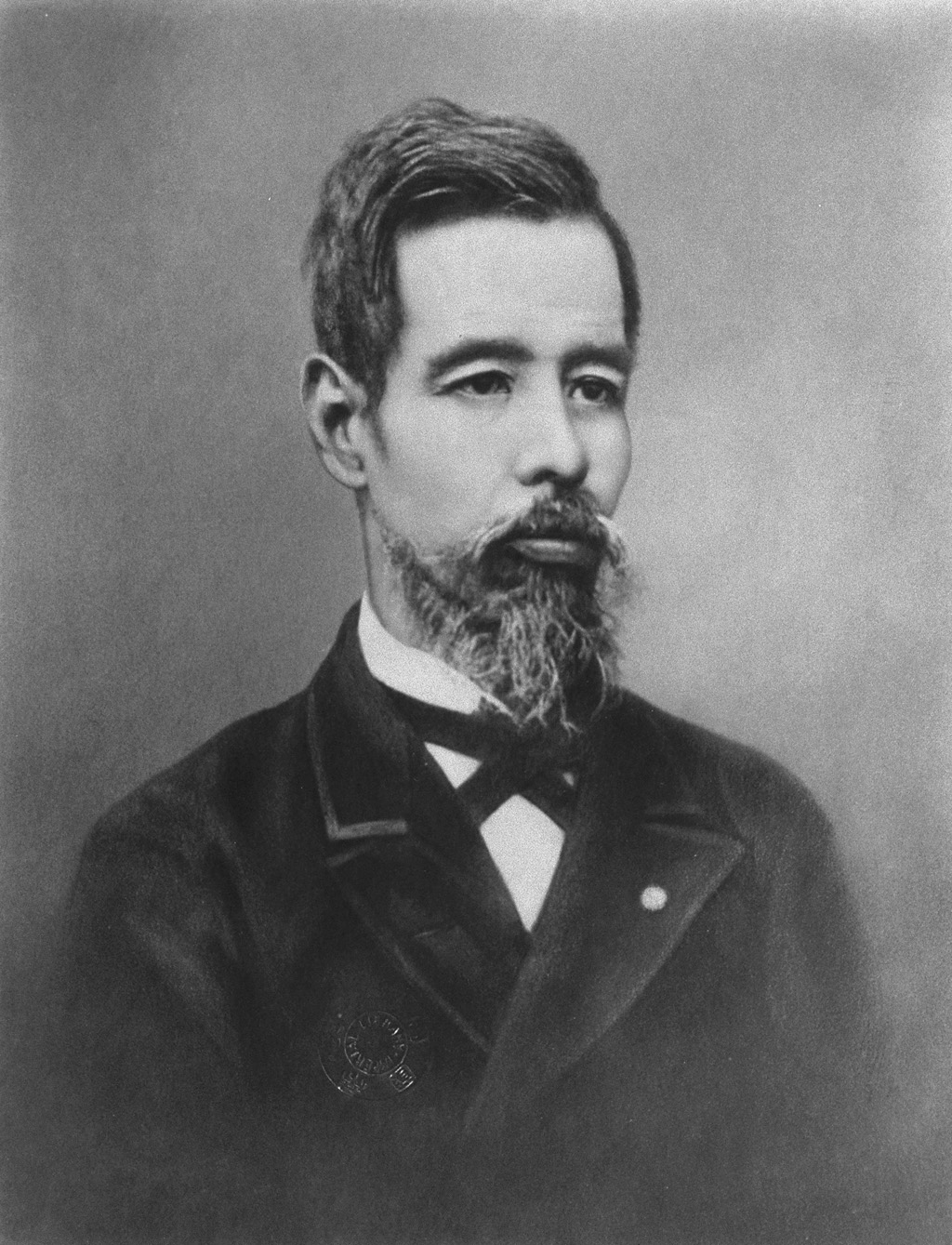
O ministro das relações exteriores japonês Mutsu Munemitsu anunciou uma investigação que resultou em nenhuma punição

A série de vitórias japonesas em Pyongyang e depois na Batalha do Rio Yalu havia aumentado o que até então havia sido apenas um interesse ocidental morno na guerra. No momento do assalto a Port Arthur, vários repórteres ocidentais estavam ligados ao Segundo Exército Japonês. A cobertura ocidental do massacre foi controversa. A maioria dos correspondentes como o repórter canadense James Creelman, escrevendo para o New York World, e Frederic Villiers, um escritor e ilustrador para a London Black and White, descreveram um massacre em larga escala e a sangue frio, enquanto Amédée Baillot de Guerville alegou nas páginas do New York Herald que tal massacre não havia ocorrido. Escrevendo uma década depois, de Guerville emendou esta opinião, alegando que embora cerca de 120 civis tenham sido mortos ainda não havia sido um massacre.
Repórteres estrangeiros tiveram que esperar até deixar a área antes de poder enviar suas reportagens, que os censores japoneses teriam suprimido de outra forma. No início, o incidente recebeu pouca atenção: um relatório de uma frase no The Times de 26 de novembro declarou: "Grande matança é relatada ter ocorrido." James Creelman foi o primeiro a reportar sobre o massacre num artigo de primeira página que declarava:
As tropas japonesas entraram em Port Arthur em 21 de novembro e massacraram praticamente toda a população a sangue frio... Os habitantes indefesos e desarmados foram açouguados em suas casas e seus corpos foram indescritivelmente mutilados. Houve um reino desenfreado de assassinato que continuou por três dias. Toda a cidade foi saqueada com atrocidades horríveis... Foi a primeira mancha na civilização japonesa. Os japoneses nesta instância reverteram ao barbarismo.— James Creelman New York World, 12 de dezembro de 1894
Outros jornais logo seguiram com relatórios detalhados. Os relatórios prejudicaram a imagem internacional do Japão e ameaçaram o progresso das negociações com os Estados Unidos para acabar com os tratados desiguais que o Japão havia sido obrigado a assinar na década de 1850. O ministro das relações exteriores japonês Mutsu Munemitsu anunciou uma investigação, publicando essas intenções no New York World, e prometeu não interferir com correspondentes estrangeiros. Em 16 de dezembro, o Ministério das Relações Exteriores divulgou uma declaração à imprensa, afirmando que as atrocidades eram exageros:
O Governo Japonês não deseja ocultação dos eventos em Port Arthur. Pelo contrário, está investigando rigorosamente com o propósito de fixar a responsabilidade exata e está tomando medidas essenciais à reputação do império... As tropas japonesas, transportadas pela raiva pela mutilação de seus camaradas pelo inimigo, romperam todas as restrições... [e] exasperadas pelas tentativas grosseiras [de soldados chineses] de escape disfarçados de cidadãos, infligiram vingança sem discriminação... as vítimas, quase sem exceção, eram soldados usando roupas roubadas de cidadãos.
A imprensa japonesa geralmente evitou reportar sobre o massacre, ou o dispensou, como quando o  ja chamou as alegações de "um desejo invejoso de detrair da glória do Exército Japonês". O  ja acusou os ocidentais de exagerar a extensão das atrocidades, e de hipocrisia à luz das atrocidades que haviam cometido por todo o Oriente, declarando que "a história das nações selvagens que entraram em contacto com ocidentais cristãos está toda escrita em sangue". Alguns questionaram a confiabilidade de Creelman, e um rumor se espalhou de que ele partiu para Xangai após a queda de Port Arthur para trabalhar para o governo chinês.  The Japan Weekly Mail, por outro lado, castigou o exército japonês em vários artigos. Tentativas de lançar uma investigação encontraram resistência daqueles que queriam encobrir o caso. A investigação resultou em nenhuma punição sendo aplicada.
A instabilidade doméstica manteve o governo chinês sob pressão para ocultar a derrota, ao invés de castigar os japoneses pelas atrocidades. O China Gazette reportou sobre a tentativa de encobrimento: "Avisos telegráficos foram enviados... por todo o império pelos oficiais dizendo que um relatório perverso foi posto em movimento pelo inimigo de que eles haviam capturado Port Arthur, mas era completamente falso, o lugar sendo guarnecido por 30 000 soldados chineses bravos que nunca o entregariam aos japoneses." Um mês depois, o China Gazette reportou que a derrota permanecia desconhecida até mesmo para muitos oficiais do governo. O North-China Herald, pró-japonês, tentou defender os perpetradores do massacre propondo "As circunstâncias eram tais que poderiam ter testado o controle de qualquer força invasora".
O incidente tencionou as delicadas relações exteriores que o Japão vinha lidando. A própria guerra prejudicou as relações do Japão com a Grã-Bretanha, e ameaçou prejudicar a renegociação de tratados do Japão com os Estados Unidos. O incidente coloriu as percepções ocidentais do Japão como bárbaros sob um véu fino de civilização. Essas percepções contribuíram para o sentimento anti-japonês na América do Norte no início do século XX, que continuaria através da Segunda Guerra Mundial.
No rescaldo do incidente, a Rússia Imperial estabeleceu uma presença colonial e naval em Port Arthur. A base naval russa foi um foco dos ataques japoneses na Guerra Russo-Japonesa uma década depois.

### Obras citadas
- Lone, Stewart (1994). Japan's First Modern War: Army and Society in the Conflict with China, 1894–95. [S.l.]: Palgrave Macmillan UK. ISBN 978-0-230-38975-5
- Olender, Piotr (2014). Sino-Japanese Naval War 1894–1895. [S.l.]: MMPBooks. ISBN 978-83-63678-51-7
- Paine, S. C. M. (2005). The Sino-Japanese War of 1894–1895: Perceptions, Power, and Primacy. [S.l.]: Cambridge University Press. ISBN 978-0-521-61745-1